# Transported Asset Protection Association
Die Transported Asset Protection Association TAPA ist eine Industrievereinigung zur Bekämpfung von Ladungsdiebstahl und anderen Verlusten beim Güterverkehr. Die für Europa, Naher Osten und Afrika zuständige Teilorganisation hat den Sitz in den Niederlanden. Fokus der Tätigkeit ist die Artikulation partikulärer Interessen gegenüber den Institutionen der nationalen und der europäischen Politik in der Europäischen Union, insbesondere der Zollpolitik und der Politik der Abfertigung von Handelsgütern auf grenzüberschreitenden Transportwegen.

## Vision
TAPA bewirkt die Minderung der Verluste hochwertiger Güter in Produktion, Transport und Verteilung. Das Ziel der TAPA ist es, erprobte beste Verfahren und Methoden einzurichten und zu unterhalten für Industrie und deren Logistiker und Frachtdienstleister.

## Zielsetzung
Der Zweck der TAPA ist es, industrieweit erprobte Lösungen für Anforderungen der Mitgliedsorganisationen einsetzbar bereitzustellen. Das schließt die gemeinsame Nutzung der Erfahrungen und der Prozesse, die nicht proprietäres Eigentum der Mitgliedsgesellschaften sind, um die Effizienz der Sicherheit in ausgewählten Bereichen zu steigern unter Einschluss dieser Prozesse, um die Verluste durch Diebstahl zu mindern. 
Inhaltlich ist die praktische Arbeit der Interessenvertretung unter anderem fokussiert auf
- in den USA
  - Die Regeln C-TPAT vom DHS
- in Europa:
  - den Europäischen Zollkodex
- international:
  - den internationalen Standard ISO 28000

## Zertifizierung
Die Zertifizierung erfolgt durch akkreditierte Zertifizierungsgesellschaften wie Bureau Veritas, LRQA oder SGS.

## Mitgliederliste
Auswahl (Stand Oktober 2009)
- Abbott Laboratories
- Bell Microproducts, Inc.
- Cascade Asset Management
- ComPass Logistik GmbH
- DanBee Investigations
- EJ Brooks Company
- Freemont Police Department
- Genzyme Corporation
- Geodis Logistics (Lokation Nieder-Olm)
- Geodis Wilson
- HDI-Gerling Industrie Versicherung AG
- Hewlett-Packard
- High Tech Cargo Insurance Programm (Insurance Associates of the Southwest)
- International Business Machines (IBM)
- Jabil
- Johnson & Johnson
- Kühne + Nagel
- Marsh Risk & Insurance Services
- Nokia
- Ocasa Logistics Solutions, Inc.
- Panalpina Inc.
- Quantum Corporation
- Research in Motion, Ltd.
- Siemens Network
- Tech Data Corporation
- Tulane University
- Willis of New York, Inc.
- Xerox Corporation
- Yusen Air & Sea Service (USA), Inc.